# 劉充
劉充（1415年—？），字恭擴，江西吉安府安福縣人，民籍，明朝政治人物。同進士出身。

## 生平
江西鄉試第八十七名舉人。景泰五年（1454年）甲戌科會試第二百三十八名舉人，殿試登進士第三甲第一百八十九名。

## 家族
曾祖劉菊存。祖父劉彌遠。父劉體信。